# David Brierly
David Brierly, znany również jako David Brierley (ur. 1935 w hrabstwie Yorkshire; zm. 10 czerwca 2008) – brytyjski aktor filmowy, telewizyjny i głosowy. Znany jest przede wszystkim z roli robota o nazwie K-9 w brytyjskim serialu science-fiction pt. Doktor Who. Rolę tę przejął od Johna Leesona w 1979, ale już w 1980 ponownie oddał tę rolę swojemu poprzednikowi.

## Filmografia
Źródło:

### Filmy
| Rok  | Nazwa filmu                 | Rola         | Uwagi                                 |
| ---- | --------------------------- | ------------ | ------------------------------------- |
| 1957 | Noddy in Toyland            | Jinky        | –                                     |
| 1963 | Calculated Risk             | Ron          | –                                     |
| 1974 | On the Game                 | książę Walii | jako David Brierley                   |
| 1974 | Escort Girls                | James        | –                                     |
| 1976 | Adventures of a Taxi Driver | narrator     | rola głosowa                          |
| 1984 | Threads                     | Pan Kemp     | jako David Brierley; film telewizyjny |

### Seriale
| Rok              | Nazwa serialu                | Rola                       | Uwagi                                                              |
| ---------------- | ---------------------------- | -------------------------- | ------------------------------------------------------------------ |
| 1958             | Saturday Playhouse           | Jimmy                      | odc. "My Flesh, My Blood"                                          |
| 1958             | BBC Sunday-Night Theatre     | –                          | odc. "The Caine Mutiny Court-Martial"                              |
| 1959; 1960; 1961 | ITV Play of the Week         | różne role                 | 5 odcinków                                                         |
| 1960             | The Voodoo Factor            | Smith                      | odc. "The Elixir"                                                  |
| 1960             | Emergency-Ward 10            | Ted Carr                   | 2 odcinki; jako David Brierley                                     |
| 1960; 1961       | Armchair Theatre             | Nat Taylor / posterunkowy  | 2 odcinki                                                          |
| 1961             | Harpers West One             | George Barton              | 1 odcinek; jako David Brierley                                     |
| 1961; 1983       | Coronation Street            | Harold / Milo              | 2 odcinki                                                          |
| 1962             | Z-Cars                       | drugi doker                | 1 odcinek; jako David Brierley                                     |
| 1962             | The Big Pull                 | porucznik Mackie           | 1 odcinek; jako David Brierley                                     |
| 1964             | The Valiant Varneys          | –                          | 1 odcinek                                                          |
| 1965             | The Flying Swan              | Geoff Fenn                 | odc. "In Quarantine"; jako David Brierley                          |
| 1973             | Arthur of the Britons        | Hurn                       | odc. "Six Measures of Silver"; jako David Brierley                 |
| 1976             | Scene                        | członek ekipy telewizyjnej | odc. "Newsworthy: The Girl Who Saw a Tiger"; film dokumentalny     |
| 1979             | Blue Peter                   | K-9                        | 1 odcinek; rola głosowa                                            |
| 1979-1980        | Doktor Who                   | K-9                        | 12 odcinków (4 historie); rola głosowa; jako David Brierley        |
| 1981             | Frankie Howerd Strikes Again | –                          | –                                                                  |
| 1983             | Juliet Bravo                 | kierowca                   | odc. "Guilt"; jako David Brierley                                  |
| 1985             | One by One                   | zły mężczyzna              | odc. "It's All Done with Mirrors"                                  |
| 1985             | Cover Her Face               | John                       | 1 odcinek; miniserial; jako David Brierley                         |
| 1985             | The Tripods                  | Judge                      | 1 odcinek; jako David Brierley                                     |
| 1986             | Howards' Way                 | Brian                      | 1 odcinek                                                          |
| 1988             | Blind Justice                | Conrad                     | odc. "The One About the Irishman"; miniserial; jako David Brierley |